# Warren Oates
Warren Mercer Oates (n. 5 iulie 1928, Depoy⁠(d), Comitatul Muhlenberg, Kentucky, SUA – d. 3 aprilie 1982, Los Angeles, California, SUA) a fost un actor american. Oates era cunoscut ca un actor de caractere neconvențional și a jucat cel mai faimos rol de pianist de bar nefericit în Aduceți-mi capul lui Alfredo Garcia (1974). În surta sa carieră a jucat în peste 200 de filme de cinema și televiziune.

## Biografie
Oates s-a născut într-un orășel din Kentucky și a început să joace teatru la colegiu. A studiat în Louisville și a slujit în marină. În 1954 a plecat la New York pentru a lucra ca actor. Oates a primit slujbe mai mici în televiziune, unde putea fi văzut, printre altele, în dramele live care erau obișnuite la acea vreme. Deoarece nu putea să trăiască din actorie, a fost forțat să-și câștige existența în altă parte. De la începutul anilor 1960 a jucat roluri secundare minore la Hollywood.
În 1962, Oates a fost angajat de regizorul Sam Peckinpah pentru westernul târziu Împușcături în Sierra. În anii 1960, actorul lipsit de farmec, dar foarte talentat și-a făcut încet drum înaintând la Hollywood, dar a continuat să apară și în producții TV. A apărut în westernul cu buget redus The Shooting (1966) alături de Jack Nicholson și a jucat un rol secundar proeminent ca șeriful adjunct în filmul de crimă plin de succes În arșița nopții (1967). În 1969 a fost unul dintre bandiții condamnați din westernul clasic Hoarda sălbatică al lui Sam Peckinpah. A jucat unul dintre primele sale roluri principale în drama de gangsteri Dillinger (1973) a lui John Milius.
Oates, de obicei nebărbierit, cu aspect rebel, a fost un actor perfect pentru noile filme Hollywood, precum The Long Ride (1971) sau Badlands (1973). El a jucat cel mai cunoscut rol, din nou sub conducerea lui Sam Peckinpah, în Aduceți-mi capul lui Alfredo Garcia din 1974, unde a fost văzut ca un nefericit pianist de bar și vânător de recompense. Regizorul care a folosit cel mai des pe Oates a fost Peckinpah într-un total de patru filme. Un alt parteneriat de succes a fost cu directorul independent Monte Hellman. Oates a jucat pentru el, printre altele, în Two-Lane Blacktop (1971) și Cockfighter (1974).
În a doua jumătate a anilor 1970, Oates a putut fi văzut și în producții comerciale precum Drum și Race with the Devil și a apărut din nou din ce în ce mai mult în filme de televiziune, cum ar fi în remake-ul filmului Regina africană în rolul lui Humphrey Bogart. A primit un rol tipic pentru el în filmul grotesc de război exagerat de Steven Spielberg 1941 (1979), unde l-a jucat pe colonelul „Madman” Maddox. Oates a jucat și roluri secundare în filme de succes, cum ar fi Stripes (1981) și Tunetul albastru (1982). Oates era programat să joace pe Fitzcarraldo în filmul cu același nume al lui Werner Herzog, când a trebuit să părăsească producția înainte de a începe filmările din cauza unei boli.
În 1982, Warren Oates a decedat în urma unui atac de cord la vârsta de 53 de ani. Ultimul său film, Tunetul albastru, i-a fost dedicat. 

## Filmografie selectivă
- 1959 Sus periscopul! (Up Periscope) regia Gordon Douglas (nemenționat)
- 1959 Yellowstone Kelly, regia Gordon Douglas

- 1960 Jack Diamond gangster (The Rise and Fall of Legs Diamond), regia Budd Boetticher
- 1960 Private Property, regia Leslie Stevens
- 1962 Împușcături în Sierra (Ride the High Country), regia Sam Peckinpah
- 1962 Hero's Island (Hero's Island), regia Leslie Steven
- 1964 La vest de Montana (Mail Order Bride), regia Burt Kennedy
- 1965 The Rounders, regia Burt Kennedy (nemenționat)
- 1965 Maiorul Dundee (Major Dundee), regia Sam Peckinpah
- 1966 The Shooting (The Shooting), regia Monte Hellman
- 1966 Întoarcerea celor șapte magnifici (Return of the Seven), regia Burt Kennedy
- 1967 Tempo di terrore (Welcome to Hard Times), regia Burt Kennedy
- 1967 În arșița nopții (In the Heat of the Night), regia Norman Jewison
- 1968 The Split (The Split), regia Gordon Flemyng
- 1969 Smith, un cowboy per gli indiani (Smith!), regia Michael O'Herlihy
- 1969 Gangster tuttofare (Crooks and Coronets), regia Jim O'Connolly
- 1969 Hoarda sălbatică (The Wild Bunch), regia Sam Peckinpah
- 1969 Lanton Mills, regia Terrence Malick (scurtmetraj)

- 1970 Barquero, regia Gordon Douglas
- 1970 Era un ticălos (There Was a Crooked Man...), regia Joseph L. Mankiewicz
- 1971 Two-Lane Blacktop (Two-Lane Blacktop), regia Monte Hellman
- 1971 Argatul (The Hired Hand), regia Peter Fonda
- 1971 Chandler, regia Paul Magwood
- 1973 Kid Blue, regia James Frawley
- 1973 Hoțul care a venit la cină (The Thief Who Came to Dinner), regia Bud Yorkin
- 1973 Tom Sawyer, regia Don Taylor
- 1973 Dillinger, regia John Milius
- 1973 Baladă sălbatică (Badlands), regia Terrence Malick
- 1974 Cockfighter (Cockfighter), regia Monte Hellman
- 1974 The White Dawn (The White Dawn), regia Philip Kaufman
- 1974 Aduceți-mi capul lui Alfredo Garcia (Bring Me the Head of Alfredo Garcia), regia Sam Peckinpah
- 1975 Race with the Devil, regia Jack Starrett
- 1975 33 grade la umbră (92 in the Shade), regia Thomas McGuane
- 1976 Dixie Dinamite & Patsy Tritolo (Dixie Dynamite), regia Lee Frost
- 1976 Drum (Drum), regia Steve Carver
- 1977 Regina africană (The African Queen), regia Richard C. Sarafian – film TV
- 1977 Sleeping Dogs, regia Roger Donaldson
- 1978 Amore, piombo e furore, regia Monte Hellman, Tony Brandt
- 1978 The Brink's Job, regia William Friedkin
- 1979 1941 (1941), regia Steven Spielberg

- 1981 Stripes (Stripes), regia Ivan Reitman
- 1982 Frontiera (The Border), regia Tony Richardson
- 1983 Tunetul albastru (Blue Thunder), regia John Badham
- 1983 Tough Enough, regia Richard Fleischer